# Tarvasjõgi
Tarvasjõgi är ett vattendrag i Estland. Det ligger i den centrala delen av landet, 40 km öster om huvudstaden Tallinn.